# Chiesa di San Nicola (Trentinara)
La chiesa di San Nicola è un edificio religioso di Trentinara, in provincia di Salerno. Dedicata in origine al culto di San Nicola di Bari, è una chiesa sconsacrata che sorge nel centro storico, non lontana dal dirupo che separa Trentinara da Giungano.

## Storia
L'edificio, uno dei più antichi di Trentinara, risale all'inizio dell'XI secolo ed è di origine normanna e stile romanico. La struttura è a singola navata terminante con presbiterio rialzato, e presenta elementi iconici che ne testimoniano l'influenza bizantina. Altri elementi strutturali, alla facciata, riscontrano influenze barocche. La decadenza della chiesa risale al XVII secolo, quando l'allora vescovo di Capaccio, Ludovico Bonito, perseguitò i monaci basiliani (presenti anche a San Nicola) dell'area cilentana, osteggiandone il culto. Dall'inizio del XXI secolo San Nicola ospita una galleria e laboratorio d'arte.